# エバン・エマール要塞

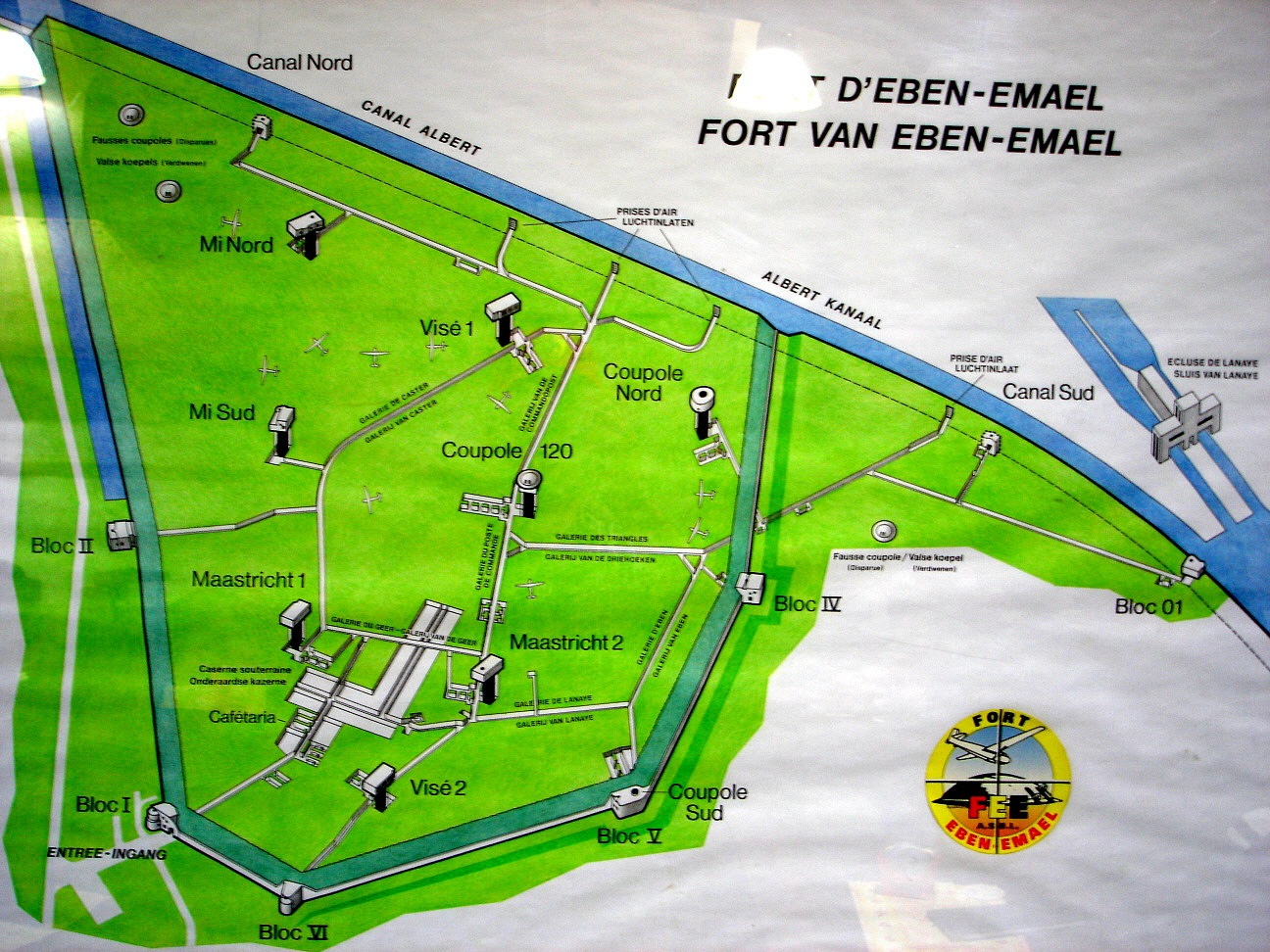
エバン・エマール要塞の見取り図

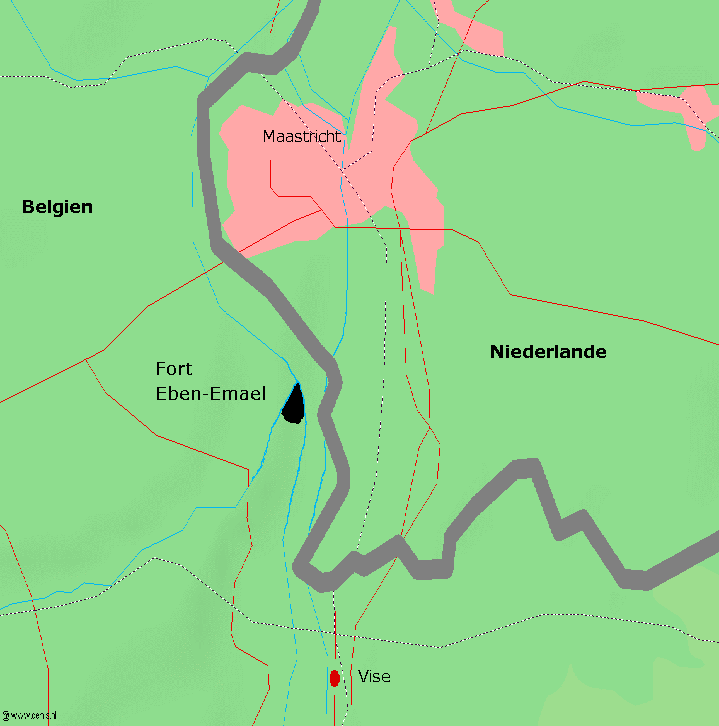
エバン・エマール要塞付近のオランダ及びベルギーの地図

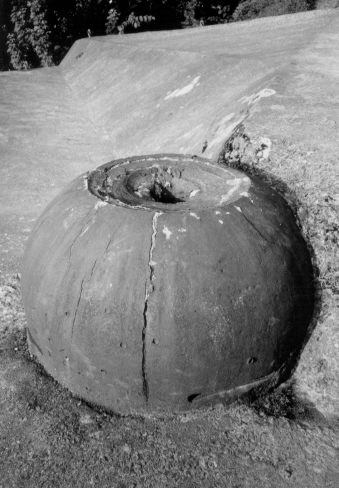
指向性爆薬で穴があいたエバン・エマール要塞のドーム

エバン・エマール（蘭：Fort Eben-Emael, 仏：Fort d'Ében-Émael）は、ベルギーの東部にあった要塞。リエージュとオランダ領マーストリヒトの間でアルベール運河沿いに存在した。第一次世界大戦において、ドイツの侵攻を受けたベルギーが再侵攻を防ぐために建設したものである。

## 沿革
第一次世界大戦後、ベルギーは中立による安全保障政策を取っていた。しかし、第一次世界大戦中にドイツの侵攻を受けたことから対ドイツ戦備が優先されていた。
ベルギー東部の拠点であるリエージュの防衛に必要な地点であり、ミューズ川の渡河点ともなるエバン・エマール村に要塞を建設することにより、ドイツ軍に対する防御拠点とすることとした。また、この要塞は、「万力の隙間」と呼ばれる南方への防御も担っていた。リエージュを南方から攻略しようとする敵に対する防衛要塞の構想は19世紀の終わりから存在した。この考えはアルベール運河が作られた後には、政治的に説得力のあるものとなった（オランダ領に入らず、ベルギー主要部への進入路が得られるため）。そのため、川と運河の間に要塞が配置される形で構築された。計画は1929年に承認され、1932年から建設が開始された。なお、アルベール運河は1931年から建設が開始されている。要塞は1935年に完成している。重防御により、エバン・エマール要塞は難攻不落と評された。
しかし、ドイツ軍は最初に要塞を攻略する計画を立てた。準備においてはエバン・エマールと良く似たチェコスロバキアの要塞において訓練を行った。 ドイツのアドルフ・ヒトラーはグライダーにより要塞を手に入れ、トップシークレットの新兵器である成形炸薬弾を用いる計画を作成した。グライダーによる降下を利用する理由は、移動する飛行機から狭い地域に大量の人間をパラシュートで降下させることは困難で、降下時の混乱を避けるためである。

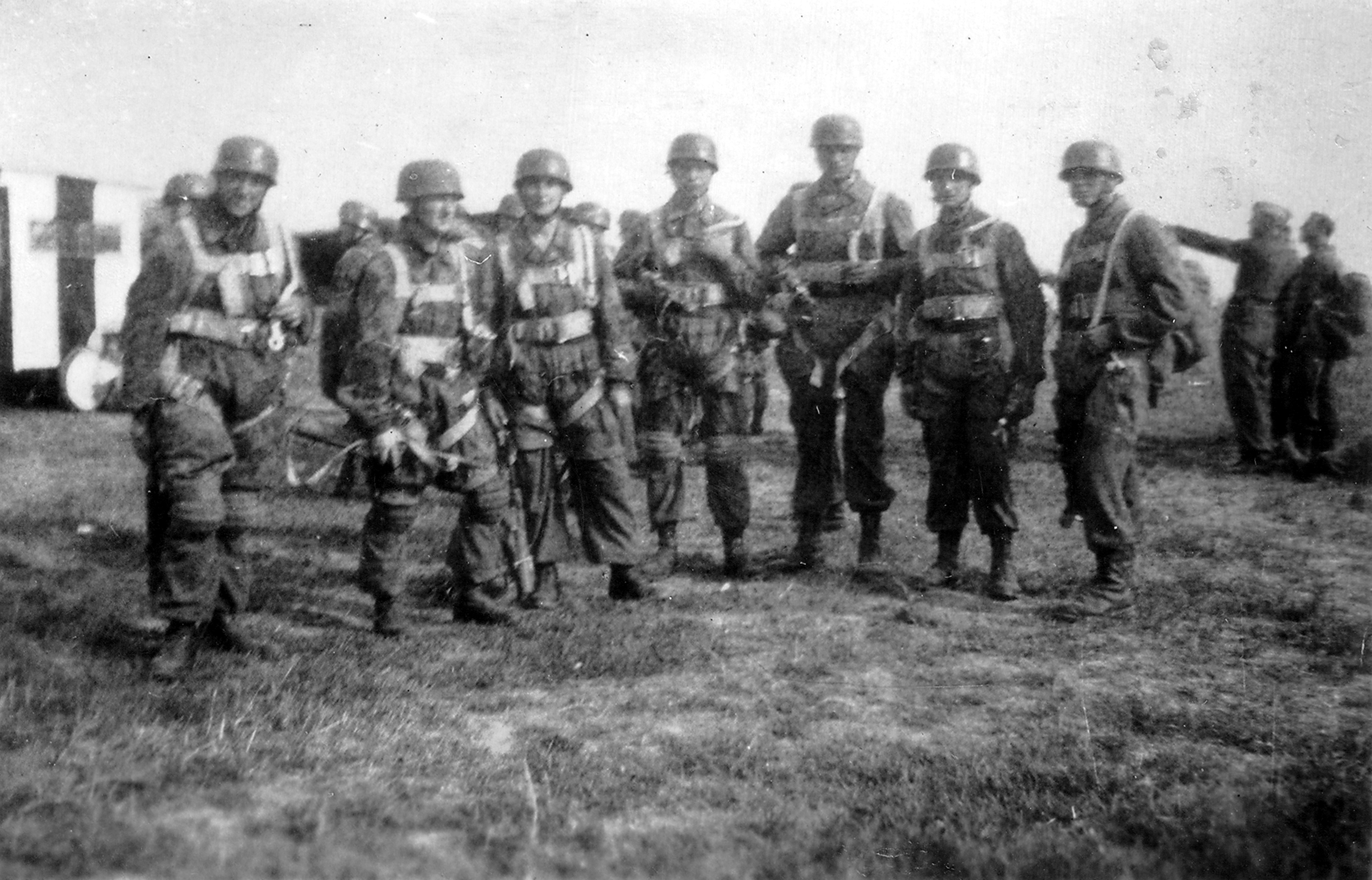
ドイツ降下猟兵

1940年5月10日朝、ドイツ第1降下猟兵師団(1st Fallschirmjäger Division)の降下猟兵が要塞にグライダー（DFS 230）で降下した。ドイツ軍の降下時、要塞には約600名のベルギー軍がいたが、奇襲により主要な砲塔やトーチカを破壊されてしまい、まもなく要塞は無力化された。翌日、陸上を進撃してきた第151狙撃兵連隊の支援の下、5月11日13時30分に要塞は完全に制圧された。（エバン・エマール要塞の戦い）
ドイツ側の諜報能力と優れた計画、ベルギー側の不運と準備不足が1940年5月10日におけるヒトラーの計画を迅速で圧倒的な勝利とした。エバン・エマール要塞の占領は戦争においてグライダーを攻撃に使用した最初であり、同様に成型炸薬を最初に使用した戦いである。ヴィッツィヒにより率いられたグライダーは要塞の「屋根」に着陸した。そこで、彼らは砲塔を破壊し無効化するために成型炸薬を使用した。彼らは、機銃座に対して火炎放射器も使用した。ベルギー軍はドイツ軍に使用されないように重要な橋の1つを破壊したが、それは同時に要塞を救援する軍勢を到着させないことにもなった。
攻略後、要塞はV1兵器の地下工場として利用されたが、防御拠点としては使用されなかった。
この要塞の占領に使用した方法と同じくグライダーを使用して拠点を占領する作戦としては、戦争後期のノルマンディー上陸作戦においてイギリス軍がグライダーを用いて橋梁の占領を実施した（トンガ作戦）。
エバン・エマール要塞は現在、一般観光客に公開されている。

## 武装

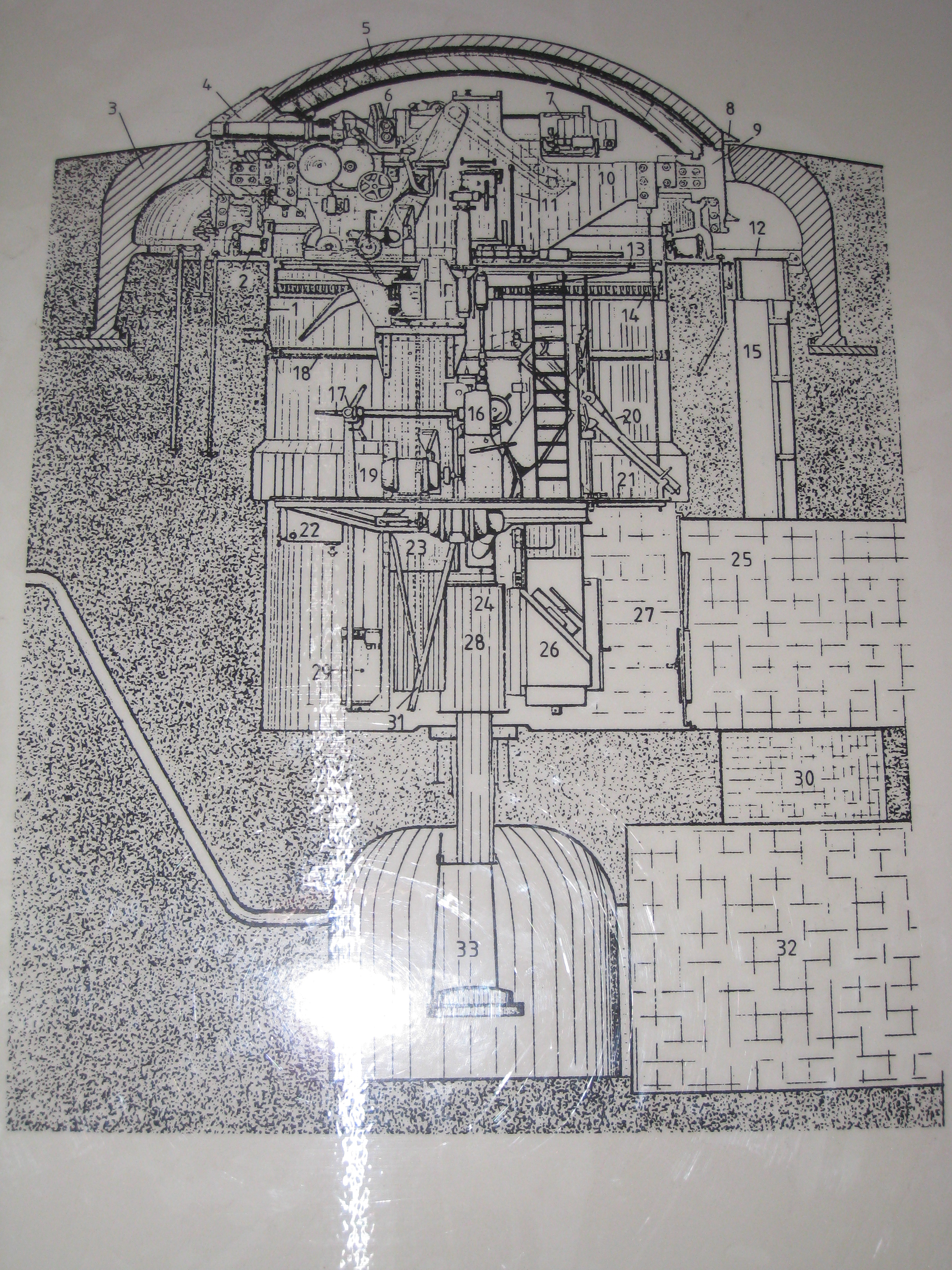
120mm連装砲塔の設計

配備された主要兵器は120mm連装砲や75mm連装砲であり、コンクリート製の砲塔に収められていた。要塞の主要部はほとんど地下にあり、地上にあるのは一部のトーチカや砲塔、偽装陣地のみである。東側のアルベール運河に面した断崖にも砲が設置されている。エバン・エマールはダイアモンド型の要塞で、3つの主要な橋の防御と破壊を行う役割を担っていた。要塞の兵員の定数は約1,200名。
- 75mm Mle1934加農砲　4門
- 60mm対戦車砲　12門
- 120mm Mle1931加農砲　2門
- 75mm野戦加農砲　12門
- 7.65mm FN M30 機関銃　11機
- 7.65mm M12　マキシム機関銃 24機